# 九龍巴士3B線
九龍巴士3B線是香港九龍市區一條巴士路線，來往慈雲山（中）及紅磡（紅鸞道），每日清晨至午夜提供服務。途經富山邨、鑽石山、新蒲崗、九龍城、馬頭涌及土瓜灣。

## 歷史
- 1965年5月17日：本線開辦，來往北慈雲山及紅磡碼頭，途徑雙鳳街及雲華街。
- 1965年6月1日：加開短程班次，來往竹園及紅磡碼頭。
- 1967年中：因六七暴動，取消短程班次。
- 1991年3月17日：紅磡碼頭總站搬遷至黃埔花園第9期對開，並繞經九龍車站，方便使用九廣鐵路和渡輪的乘客。
- 1992年11月23日：配合3E線轉為豪華巴士路線203E線，本線來回程改經彩虹道、斧山道、蒲崗村道及慈雲山道，不再途經鳳凰新村、慈安邨及慈樂邨。
- 1993年4月5日：九巴調整票價，全程收費增至$2.3；同日起取消繞經九龍車站。
- 1994年4月1日：九巴調整票價，全程收費增至$2.7，加幅逾17%。
- 1996年5月1日：增派空調巴士服務，全程收費$4.3，非空調全程收費維持在$3.0。
- 1997年11月9日：配合總站重建，慈雲山（北）總站暫停使用，遷入新啟用的慈雲山（中）巴士總站。
- 1997年12月1日：九巴調整票價，全程收費增至$3.2（非空調）／$4.6（空調），加幅近7%。
- 2000年3月26日：來回程改經鑽石山一段鳳德道，不再途經新蒲崗一段彩虹道。
- 2000年12月31日，慈雲山（北）總站重新啟用，但由於該總站規模比重建之前為小，所以3B線並沒有遷回慈雲山（北）的原有總站。
- 2007年3月24日：改為全線空調服務，全程收費$4.2，同時取消明安街往紅磡碼頭$4.4及彩虹道往慈雲山（中）$4.3的分段收費。
- 2008年6月8日：九巴調整票價，全程收費增至$4.4。
- 2011年5月15日：九巴調整票價，全程收費增至$4.6。
- 2013年3月17日：九巴調整票價，全程收費增至$4.9。
- 2014年7月6日：九巴調整票價，全程收費增至$5.1。
- 2015年12月31日：增設到站時間預報。[2]
- 2018年3月12日：星期一至五09:00前往慈雲山（中）方向的班次於停靠慈安苑後直接駛入總站，並取消慈雲山道「慈正邨正暉樓」巴士站。[3]
- 2019年1月12日：紅磡總站遷至紅磡（紅鸞道）公共運輸交匯處，並改經紅磡南道及紅鸞道[4]。
- 2019年8月3日：隨著彩虹道遊樂場附近道路工程完成，本路線往太子道東方向恢復停「彩虹道遊樂場」站，不停「衍慶街」站。[5]其中在2015年，有區議員指脫班問題嚴重，要求九巴加強監察。[6]
- 2021年11月29日：因應港鐵屯馬綫通車而被大幅調減班次，繁忙時段削減至20分鐘一班，非繁忙大部分時段削減至25分鐘一班，夜間時段削減至30分鐘一班[7]。

## 服務時間及班次
| 慈雲山（中）開   | 慈雲山（中）開 | 慈雲山（中）開 | 紅磡（紅鸞道）開     | 紅磡（紅鸞道）開 | 紅磡（紅鸞道）開 |
| 日期             | 服務時間       | 班次（分鐘）   | 日期                 | 服務時間         | 班次（分鐘）     |
| ---------------- | -------------- | -------------- | -------------------- | ---------------- | ---------------- |
| 星期一至六       | 05:35          | 05:35          | 星期一至五           | 06:30-07:30      | 20               |
| 星期一至六       | 06:00-08:00    | 20             | 星期一至五           | 07:55            | 07:55            |
| 星期一至六       | 08:00-22:10    | 25             | 星期一至五           | 08:20-09:00      | 20               |
| 星期一至六       | 22:10-23:40    | 30             | 星期一至五           | 09:25-16:55      | 25               |
|                  |                |                | 星期一至五           | 16:55-18:15      | 20               |
| 18:15-00:05      | 25             |                | 星期一至五           |                  |                  |
| 00:35            |                |                | 星期一至五           |                  |                  |
| 星期日及公眾假期 | 05:35-07:15    | 25             | 星期六、日及公眾假期 | 06:30-16:55      | 25               |
| 星期日及公眾假期 | 07:35          | 07:35          | 星期六、日及公眾假期 | 16:55-18:15      | 20               |
| 星期日及公眾假期 | 08:00-22:10    | 25             | 星期六、日及公眾假期 | 18:15-00;05      | 25               |
| 星期日及公眾假期 | 22:10-23:40    | 30             | 星期六、日及公眾假期 | 00:35            | 00:35            |

- 藍字班次不停正暉樓

### 脫班
由於本線班次疏落，加上受到港鐵沙中綫工程影響導致交通擠塞，令本線經常性嚴重脫班，九龍城區議會收到居民投訴指非繁忙時間等候超過20分鐘，有時甚至等候超過40分鐘才會有一班車。

## 收費
全程：$5.6
| - 本線設有12歲以下小童及65歲或以上長者半價優惠。 - 65歲或以上香港居民使用「樂悠咭」，以及12歲以下合資格殘疾兒童使用「殘疾人士身份」個人八達通繳付車資，均可享有每程$2.0或半價（以較低者為準）的票價優惠；12至64歲合資格殘疾人士使用「殘疾人士身份」個人八達通（包括「樂悠咭」），以及60至64歲香港居民使用「樂悠咭」繳付車資，均可享有每程$2.0或全費（以較低者為準）的票價優惠。 - 65歲或以上長者如使用長者或一般個人八達通繳付車資，則只可享有半價優惠；12至64歲合資格殘疾人士如不使用「殘疾人士身份」個人八達通，以及60至64歲人士如不使用「樂悠咭」繳付車資，必須繳付全費。 - 乘客可以現金或八達通於上車時付款，不設找續。 - 每位成人乘客可免費攜帶最多兩名4歲以下而不佔座位的兒童乘客乘車，超額之4歲以下小童必須繳付小童車費乘車。 - 持有「九巴月票」之乘客在車票有效期內，每日可享最多10程任何九龍巴士及龍運巴士路線（包括本路線，以及聯營路線的九龍巴士／龍運巴士提供的班次；惟乘搭機場「A」及「NA」線則可享原價二七折優惠（不會計算每天10次合資格車程））；而B1線則每日可享最多各2程（不會計算每天10次合資格車程）。 - 九龍巴士、城巴、龍運巴士及陽光巴士全職員工及家屬（不包括外判職員）可免費乘搭本路線，惟必須拍職員或職員家屬八達通。 - 乘客亦可透過多元化電子支付系統（e度嘟）繳付車資，包括使用非接觸式VISA卡、JCB卡、萬事達卡、銀聯卡、美國運通、大來國際、Discover Card、Apple Pay、Google Pay、Samsung Pay、AlipayHK「易乘碼」、支付寶、WeChatHK／微信支付「搭車碼」、銀聯雲閃付「乘車碼」及BOC Pay「乘車碼」。乘客使用此付款方式，使用此支付方式的乘客可享有中途下車之分段收費，以及與其他九巴／龍運獨營路線或聯營線九巴／龍運班次之轉乘優惠，惟不適用於與非九巴／龍運路線之轉乘優惠，亦不能享有「公共交通費用補貼計劃」及「長者及合資格殘疾人士公共交通票價優惠計劃」。 |

### 八達通轉乘優惠
乘客登上本線往紅磡方向150分鐘內以同一張八達通卡轉乘5、5P或5C線往尖沙咀碼頭方向，或從5往富山方向或5C、5P往慈雲山方向登車後150分鐘內以同一張八達通卡轉乘本線往慈雲山方向，次程可獲$4.2折扣優惠。
由本線往紅磡方向轉乘108往寶馬山方向(適用第二程在九龍登車)、或由108往啟業方向轉乘本線(適用於第一程在香港島登車)的乘客，次程可獲$5.6 折扣優惠
3B↔港鐵
- 3B任何方向 → 港鐵，次程可獲$1（成人）／$0.5（其他）折扣優惠，指定港鐵轉乘站為啟德站、鑽石山站、黃埔站及紅磡站
- 港鐵 → 3B任何方向，次程可獲$1（成人）／$0.5（其他）折扣優惠，指定港鐵轉乘站為啟德站、鑽石山站、黃埔站及紅磡站

## 使用車輛
現時本線使用4輛富豪B9TL 12米（AVBWU）、1輛Enviro500 12米（ATEE）及2輛Enviro500 MMC 12米（1輛ATENU、1輛E5T）
| 車隊編號  | 車牌   |
| --------- | ------ |
| AVBWU87   | PV8048 |
| AVBWU89   | PV8752 |
| AVBWU118  | PX 466 |
| AVBWU119  | PX 544 |
| ATEE29    | RK8917 |
| ATENU1667 | SM9420 |
| E5T17     | TJ8978 |

## 行車路線
慈雲山（中）開經：惠華街、雲華街、慈雲山道、蒲崗村道、斧山道、鳳德道、蒲崗村道、彩虹道、馬頭涌道、木廠街、土瓜灣道、馬頭圍道、蕪湖街、大沽街、寶其利街、機利士南路、紅磡南道、紅鸞道。
紅磡（紅鸞道）開經：紅鸞道、紅磡南道、紅菱街、暢通道、機利士南路、蕪湖街、馬頭圍道、土瓜灣道、馬頭角道、馬頭涌道、太子道西、太子道東、彩虹道、蒲崗村道、鳳德道、斧山道、蒲崗村道、慈雲山道、惠華街、雲華街、慈雲山道、惠華街。

### 沿線車站
| 慈雲山（中）開 | 慈雲山（中）開                 | 慈雲山（中）開               | 紅磡（紅鸞道）開 | 紅磡（紅鸞道）開                 | 紅磡（紅鸞道）開             |
| 序號           | 車站名稱                       | 位置                         | 序號             | 車站名稱                         | 位置                         |
| -------------- | ------------------------------ | ---------------------------- | ---------------- | -------------------------------- | ---------------------------- |
| 1              | 慈雲山（中）巴士總站           | 慈雲山（中）巴士總站         | 1                | 紅磡（紅鸞道）巴士總站           | 紅磡（紅鸞道）公共運輸交匯處 |
| 2              | 慈正邨正暉樓                   | 慈雲山道                     | 2                | 紅磡南道                         | 紅磡南道                     |
| 3              | 慈正邨正康樓                   | 慈雲山道                     | 3                | 機利士南路                       | 機利士南路                   |
| 4              | 德愛中學                       | 慈雲山道                     | 4                | 家維邨                           | 馬頭圍道                     |
| 5              | 保良局第一張永慶中學           | 蒲崗村道                     | 5                | 北拱街                           | 馬頭圍道                     |
| 6              | 鑽石山火葬場                   | 蒲崗村道                     | 6                | 石塘街                           | 馬頭圍道                     |
| 7              | 富山邨                         | 蒲崗村道                     | 7                | 浙江街                           | 土瓜灣道                     |
| 8              | 斧山道運動場                   | 斧山道                       | 8                | 上鄉道                           | 土瓜灣道                     |
| 9              | 志蓮淨苑                       | 鳳德道                       | 9                | 中華煤氣公司                     | 馬頭角道                     |
| 10             | 龍蟠苑                         | 鳳德道                       | 10               | 欣榮花園                         | 馬頭角道                     |
| 11             | 黃大仙警署                     | 彩虹道                       | 11               | 馬頭角道                         | 馬頭涌道                     |
| 12             | 彩虹道遊樂場                   | 彩虹道                       | 12               | 亞皆老街球場                     | 馬頭涌道                     |
| 13             | 寧遠街                         | 彩虹道                       | 13               | 九龍城轉車站－富豪東方酒店（A2） | 太子道東                     |
| 14             | 九龍城轉車站－宋皇臺公園（C1） | 馬頭涌道                     | 14               | 天主教伍華中學                   | 彩虹道                       |
| 15             | 宋皇臺道                       | 馬頭涌道                     | 15               | 東頭邨泰東樓                     | 彩虹道                       |
| 16             | 北帝街                         | 木廠街                       | 16               | 黃大仙警署                       | 彩虹道                       |
| 17             | 香港盲人輔導會                 | 木廠街                       | 17               | 鳳德商場                         | 鳳德道                       |
| 18             | 翔龍灣                         | 土瓜灣道                     | 18               | 志蓮淨苑                         | 鳳德道                       |
| 19             | 貴州街                         | 土瓜灣道                     | 19               | 真鐸學校                         | 斧山道                       |
| 20             | 落山道                         | 土瓜灣道                     | 20               | 宏景花園                         | 蒲崗村道                     |
| 21             | 鴻福街                         | 土瓜灣道                     | 21               | 蒲崗村道學校村                   | 蒲崗村道                     |
| 22             | 庇利街                         | 馬頭圍道                     | 22               | 德愛中學                         | 慈雲山道                     |
| 23             | 鶴園街                         | 馬頭圍道                     | 23               | 慈民邨                           | 慈雲山道                     |
| 24             | 寶其利街                       | 寶其利街                     | 24               | 慈安苑                           | 惠華街                       |
| 25             | 機利士南路                     | 機利士南路                   | *25              | 慈正邨正暉樓                     | 慈雲山道                     |
| 26             | 紅磡南道                       | 紅磡南道                     | 26               | 慈雲山（中）巴士總站             | 慈雲山（中）巴士總站         |
| 27             | 紅磡（紅鸞道）巴士總站         | 紅磡（紅鸞道）公共運輸交匯處 |                  |                                  |                              |

星期一至五09:00前不停有 * 號之車站

## 客量
此線和九巴5號和5C線重疊，客量一直很差。在2016年，3B線最繁忙一小時內的載客率約56%，非繁忙時段載客率只有約36%。
由於九巴沒有改善或增加本地線服務的動力，即使106線過海後分段收費比此路線貴約$1.0，仍已吸納不少原屬此路線往新蒲崗的乘客，結果令此路線客量連年下跌，九巴更多次提出削減服務的建議。運輸署近年提出過海隧道巴士路線過海後減價的計劃，如果落實，此路線的客量下跌將會更嚴重，更會影響慈雲山和斧山的巴士服務。其中在2015年，有區議員指脫班問題嚴重，要求九巴加強監察。

## 更多
關於本線的愛好者資料，如車牌資料、主觀性客量描述，請查閲 香港巴士大典上的相关条目：九巴3B線。

## 外部連結
- 九巴3B線官方網站路線資料 （页面存档备份，存于）
- 681巴士總站 （页面存档备份，存于）